# Эберле, Варвара Аполлоновна
Варва́ра Аполло́новна Э́берле (нем. Eberle; Эберлей, Мельникова, Мамонтова; 1870 — 1941, Москва) — артистка оперы (сопрано), драмы; камерная певица. Из дворянского сословия. Жена С. С. Мамонтова и П. И. Мельникова.

## Биография
Варвара Аполлоновна Эберле родилась в 1870 году в сельце Никольское, Афанасьевская волость, Елецкий уезд, Орловская губерния, Российская Империя.
Она обучалась пению в Московском музыкально-драматическом училище; также, брала уроки у Ф. Комиссаржевского.
- 1892 год — дебютировала в партии Татьяны в Московском Большом театре;
  - продолжала там же выступать до мая 1893;
- С 1896 — солистка Частной русской оперы С. Мамонтова.

Гастролировала в Челябинске (1894), Екатеринбурге (1894), Вятке (1895, антреприза М. Медведева).
Будучи солисткой Частной оперы, в летние месяцы совершенствовалась в вокальном искусстве в Париже у Бертрами.

### Особенности исполнения
Варвара Аполлоновна обладала звучным голосом обширного диапазона, а также драматическим дарованием.
Первая исполнительница в Москве партии Ольги Токмаковой («Псковитянка»; 3-я редакция.).

Как отмечалось в критике, в партии Татьяны: 
«Эберле обнаружила чрезвычайно тонкое художественное понимание типа и богатую нюансировку в передаче изящной, полной разнообразия роли» («Вятский край». 1895. 12 авг.).
Её лучшие партии: Татьяна, Ольга Токмакова.
Другие партии: Наташа («Русалка» А. Даргомыжского), Прилепа; Маргарита («Фауст»), Виолетта, Паж Урбан, Эллен, Фраскита, Стефано («Ролла»).
Её партнерами были: С. Брыкин, П. Иноземцев, Т. Любатович, В. Осипов, А. Секар-Рожанский, И. Томарс, Ф. Шаляпин.

### Дальнейшая карьера
Пела под управлением: А. Бернарди, В. Зелёного, М. Ипполитова-Иванова, И. Труффи.
Вела концертную деятельность.
- 1889 год — участвовала в концерте, посвященном 50-летию музыкально-художественной деятельности А. Рубинштейна.
- 1897 год — гастролировала с концертами в Нижнем Новгороде и Казани (вместе с Шаляпиным и Секар-Рожанским).

Камерный репертуар включал романсы А. Алябьева, А. Варламова, М. Глинки, Рубинштейна («Ночь», «Романс»), П. Чайковского («То было раннею весной» и др.), Ф. Шуберта и Р. Шумана, русские народные песни (под собственный аккомпанемент на балалайке), арии из популярных опер.
Также, занималась режиссурой в Частной русской опере.
- 1903 год — была принята в труппу МХАТа.

Варвара Эберле была дружна с Фёдором Шаляпиным, А. Спендиаровым, А. Чеховым (гостила у него в Москве и в Мелихове), Т. Щепкиной-Куперник, И. Левитаном.
В Москве давала частные уроки пения.

## Личная жизнь
Была замужем за и П. И. Мельниковым[когда?] и С. С. Мамонтовым (в 1915 году скончался на руках у супруги).
Дети: сын — Андрей Сергеевич Мамонтов.
Варвара Аполлоновна скончалась в Москве в 1941 (по другим данным, в 1943) году.

## Интересные факты
- Чехов писа́л Л. С. Мизиновой от 27 марта 1894 из Ялты:„Милая Лика, когда из Вас выйдет большая певица и Вам дадут хорошее жалованье, то подайте мне милостыню: жените меня на себе и кормите меня на свой счет, чтобы я мог ничего не делать. Если же Вы в самом деле умрёте, то пусть это сделает Варя Эберлей, которую я, как Вам известно, люблю“.
- Сергей Мамонтов скончался на руках жены Варвары. Варвара Аполлоновна была сестрой милосердия в лазарете одной из пехотных дивизий, неподалёку от части, в которой находился её муж. Она успела приехать и не отходила от супруга всё время его короткой болезни.
- Последнее прижизненное фото, с сестрой и её внуком — довоенное.